# Mesoleuca gratulata
Mesoleuca gratulata là một loài bướm đêm trong họ Geometridae.